# Kongur Shan
Kongur Shan (chiń. 公格尔山, Gōnggé’ěr Shān; ujg. قوڭۇر تاغ, Kongur Tagh) – szczyt o wysokości 7719 m n.p.m. w górach Pamir na terenie Chin w Sinciangu (czasem zaliczany jest do Kunlunu). Według niektórych źródeł wysokość szczytu jest mniejsza i wynosi 7649 m. Jest trzydziestym siódmym szczytem Ziemi pod względem wysokości. 
Jest to jeden z najtrudniejszych do zdobycia szczytów siedmiotysięcznych. Zdobyty dotąd pięciokrotnie (ostatni raz w 2005 roku przez trzy wyprawy rosyjskie). Pierwszymi zdobywcami zostali Brytyjczycy: Chris Bonington, Alan Rouse, Peter Boardman i Joe Tasker, którzy zdobyli szczyt w 1981 roku. Górę atakowały dwie polskie ekipy, ale bez powodzenia. W roku 2007 wyruszyła kolejna polska grupa pod dowództwem Marcina Henniga z KW Trójmiasto.

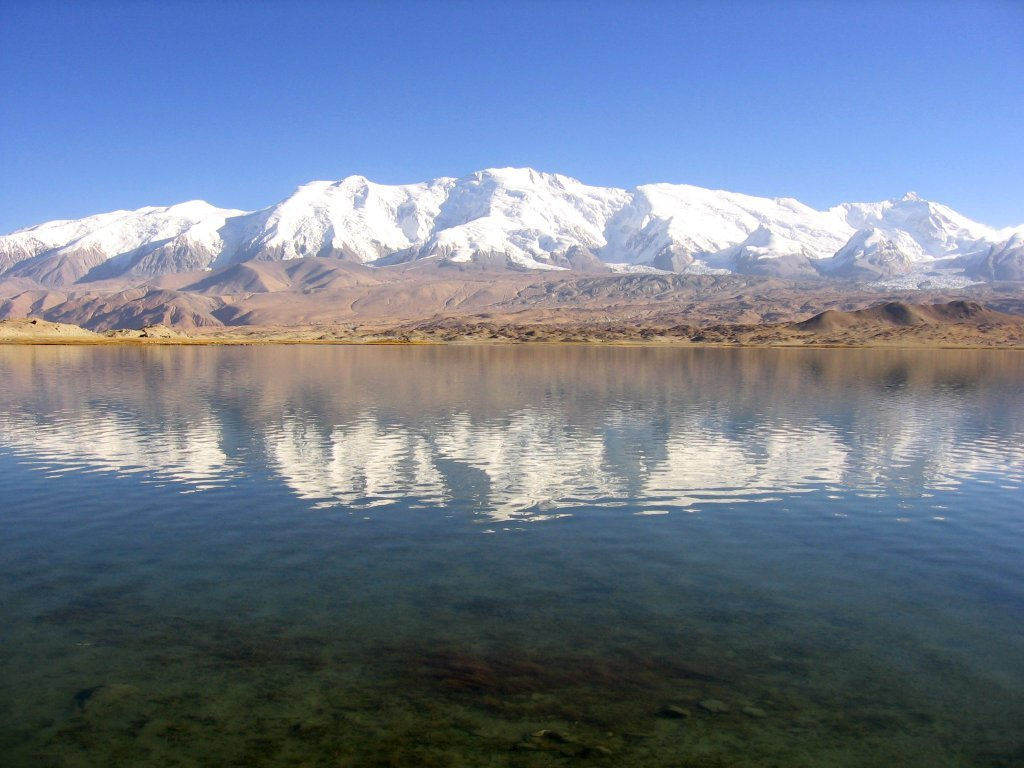
Kongur Shan (przy prawej krawędzi zdjęcia) i Kongur Tobe (w centrum kadru) widziane znad jeziora Karakol Hu

Kongur Shan posiada także niższy szczyt – Kongur Tobe (7530 m). Szczyt ten jest uważany za niższy szczyt Kongur Shan, chociaż jest on samodzielny (jego wybitność wynosi 840 m). Pierwsze wejście na Kongur Tobe miało miejsce w 1956. Północne ściany obu szczytów mierzą ok. 4000 m wysokości względnej.